# 上村聖恵
上村 聖恵（かみむら さとえ、1920年〈大正9年〉1月8日 - 1987年〈昭和61年〉7月20日）は、日本の保健指導者。高知県長岡郡西豊永村（後の大豊町）出身。高知県の駐在保健婦たちの礎を作り上げた人物の1人。

## 経歴
1938年（昭和13年）に看護婦免許を取得し、高知県の西豊永村診療所、広島県の陸軍病院に勤務した。1941年（昭和16年）に上司の勧めで帰郷。高知県立保健婦講習所卒業後、1942年（昭和17年）、高知県下の最初の保健婦として同県安芸郡川北村（後の安芸市）に赴任した。
1945年（昭和20年）に高知県立保健婦養成所の講師に就任し、後進の指導にあたった。教え子の1人に、映画『孤島の太陽』で知られる荒木初子がいる。1948年（昭和23年）からは高知県衛生部医務課看護係に抜擢された。同年より、高知県での保健婦駐在制度の実施に際し、保健婦の実情に最も詳しい者として、大きな貢献を果たした。
保健婦たちが各地に赴任した後も、彼女らを放置はせず、年に2回は県内から保健婦たちを呼び出して研修を催した。上村の指導の厳しさは軍隊さながらともいわれたが、その一方では保健婦たちの現場での苦労話を涙ながらに聞くこともあり、その涙もろい性格に保健婦たちは絆されたという。予算の関係で研修が年1回に減らされたこともあったが、その際は保健婦たちが手弁当で集まって年2回を維持し、上村が県議会にかけあって予算を復活させた。
1954年（昭和29年）に高知女子大学（後の高知県立大学）看護学科の非常勤講師、1967年（昭和42年）に高知県立高等看護学院の非常勤講師を歴任、翌1968年（昭和43年）に県立保健婦専門学院の院長に就任。同1968年、前述の映画『孤島の太陽』の製作に協力した。なお映画では、女優の芦川いづみが上村役を演じている。
1976年（昭和51年）に日本看護協会の理事、同協会保健部会長の職に就任、日本全国の保健婦たちの頂点ともいえる存在となった。1977年（昭和52年）に高知県を退職、翌1978年（昭和53年）に保健文化賞を受賞。その後、日本看護協会にて前述の職を1981年（昭和56年）まで務め上げた後、職能委員長、第二副会長といった要職を務めた。1982年（昭和57年）には琉球大学医学部保健学科講師、1984年（昭和59年）同大学助教授に就任するなど、日本全国の保健婦活動の指導者として活躍し続けた。後年には青森県の保健婦の草分け的存在である花田ミキとともに「東は青森県の花田ミキ、西は高知県の上村聖恵」と並び称された。1987年、肝癌により67歳で死去した。
著書に、1971年（昭和46年）に刊行された『公衆衛生看護の原理と実際』(NCID BN14396674)がある。実用性に富んだ良書と評価されており、保健婦業務の指針として、日本全国の保健婦養成のために広く利用された。